# Erstanlaufstelle für Beschwerden betreffend Handelspraktiken im Zusammenhang mit dem Verkauf von Agrar- und Lebensmittelerzeugnissen
Die Erstanlaufstelle für Beschwerden betreffend Handelspraktiken im Zusammenhang mit dem Verkauf von Agrar- und Lebensmittelerzeugnissen (kurz: Erstanlaufstelle) ist eine am 1. März 2022 eingerichtete weisungsfreie und unabhängige Dienststelle beim österreichischen Bundesministerium für Landwirtschaft, Regionen und Tourismus.

## Rechtsgrundlage
Die Erstanlaufstelle für Beschwerden betreffend Handelspraktiken im Zusammenhang mit dem Verkauf von Agrar- und Lebensmittelerzeugnissen wurde durch das Bundesgesetz zur Änderung des Bundesgesetzes zur Verbesserung der Nahversorgung und der Wettbewerbsbedingungen im Sinne des § 278 des Beamten-Dienstrechtsgesetzes 1979 in Umsetzung der Richtlinie (EU) 2019/633 geschaffen.

## Organisation

### Allgemeines
Die Erstanlaufstelle für Beschwerden betreffend Handelspraktiken im Zusammenhang mit dem Verkauf von Agrar- und Lebensmittelerzeugnissen ist eine weisungsfreie und unabhängige Dienststelle, die sich selbst eine Geschäftsordnung gibt. Die Aufsicht hat der zuständige Leiter des Bundesministeriums für Landwirtschaft, Regionen und Tourismus. Nationalen Kontaktstelle ist der Leiter des Bundesministeriums für Digitalisierung und Wirtschaftsstandort.

### Aufgaben
Leistungen der Erstanlaufstelle können anonym und vertraulich in Anspruch genommen werden. Soweit der Lieferant nicht darauf verzichtet, hat die Erstanlaufstelle die erforderlichen Maßnahmen zu treffen, um die Identität des Lieferanten sowie alle sonstigen Informationen, deren Offenlegung nach Ansicht des Lieferanten schaden würden, angemessen zu schützen. Die Erstanlaufstelle ist berechtigt, sämtliche personenbezogenen Daten zu verarbeiten, die zur Erfüllung ihrer Aufgaben gemäß diesem Abschnitt erforderlich sind. Aufgaben sind:
1. allgemeine Beratungstätigkeiten und Analyse von Beschwerdefällen,
2. Befassung des Beschwerdegegners mit dem Gegenstand der Beschwerde im Einvernehmen mit dem Beschwerdeführer,
3. Befassung einer Schlichtungsstelle im Sinne von § 5f FWBG auf Wunsch des Beschwerdeführers und Beschwerdegegners,
4. Befassung einer geeigneten Interessenvertretung im Einvernehmen mit dem Beschwerdeführer, wenn die Erstanlaufstelle dies im Hinblick auf die Behandlung einer konkreten Beschwerde oder aufgrund der über den Einzelfall hinausgehenden allgemeinen Bedeutung einer Beschwerde für zweckmäßig erachtet.[8]

Dabei kann die Erstanlaufstelle von den Beteiligten Auskünfte einholen, diese sind aber nicht zur Auskunft verpflichtet.

### Leitung
Leiter und Stellvertreter werden vom Leiter des Bundesministeriums für Landwirtschaft, Regionen und Tourismus für höchstens fünf Jahre bestellt. Der Leiter ist bei der Ausübung seiner Tätigkeit an keine Weisungen gebunden und muss unparteiisch sein. Der Bundeswettbewerbsbehörde kommt ein Anhörungsrecht vor der Bestellung des Leiters und des Stellvertreters zu.

### Finanzierung
Für die Finanzierung durch Bereitstellung von  personellen und sachlichen Mittel der Erstanlaufstelle ist das Bundesministerium für Landwirtschaft, Regionen und Tourismus zuständig.

### Berichtspflicht
Jedes Jahr hat die Erstanlaufstelle einen Tätigkeitsbericht dem Bundesministerium für Landwirtschaft, Regionen und Tourismus und dem Bundesministerium für Digitalisierung und Wirtschaftsstandort vorzulegen und bis zum 15. März im Internet zu veröffentlichen.

## Ermittlungsbehörde
Die Ermittlungsbehörde nach dem FWBG ist die Bundeswettbewerbsbehörde und von der Erstanlausfstelle zu unterscheiden. Bei der Ermittlungsbehörde kann jeder in Österreich niedergelassene Lieferant, Erzeugerorganisation, andere Lieferantenorganisation und Vereinigungen solcher Organisationen eine Beschwerde einbringen. Andere Lieferanten, Erzeugerorganisationen, andere Lieferantenorganisationen und Vereinigungen solcher Organisationen können dann eine Beschwerde bei der Ermittlungsbehörde einbringen, wenn der in Österreich niedergelassene Käufer im Verdacht steht, an einer unlauteren Handelspraktik beteiligt zu sein. Die Ermittlungsbehörde kann Untersuchungen auch von Amts wegen einleiten und durchführen. Die Erstanlaufstelle darf Unterlagen an die Ermittlungsbehörde nur auf Wunsch des Beschwerdeführers vorlegen.
Im Unterschied zur Erstanlaufstelle hat die Ermittlungsbehörde weitaus mehr Rechte zur Informationsbeschaffung, können Bescheide erlassen werden und gibt es Strafbestimmungen für z. B. unrichtige oder irreführende Auskünfte.

## Schlichtungsstelle
Die Erstanlaufstelle kann für Schlichtungen eine Schlichtungsstelle, auf die sich Beschwerdeführer und Beschwerdegegner geeinigt haben, befassen. Schlichtungsstelle können z. B. sein: Schlichtungsstelle der Notariatskammer, Schlichtungsstelle einer Rechtsanwaltskammer, einer Landwirtschaftskammer oder die Wirtschaftskammer Österreich. In der Geschäftsordnung der Erstanlaufstelle sind dabei nähere Bestimmungen zur Betrauung von Schlichtungsstellen und zu möglichem Kostenersatz festzulegen.

## Kritik
Die Bundesarbeitskammer (BAK) hat an der Schaffung der Erstanlaufstelle für Beschwerden betreffend Handelspraktiken im Zusammenhang mit dem Verkauf von Agrar- und Lebensmittelerzeugnissen bereits im Gesetzgebungsverfahren Kritik geübt und diese Erstanlaufstelle samt der Ermittlungsbehörde als überaus komplexes neues Behördensystem und Verfahren bezeichnet und weitere Kritikpunkte dargelegt.